# La Aldehuela
La Aldehuela è un comune spagnolo di 256 abitanti situato nella comunità autonoma di Castiglia e León.

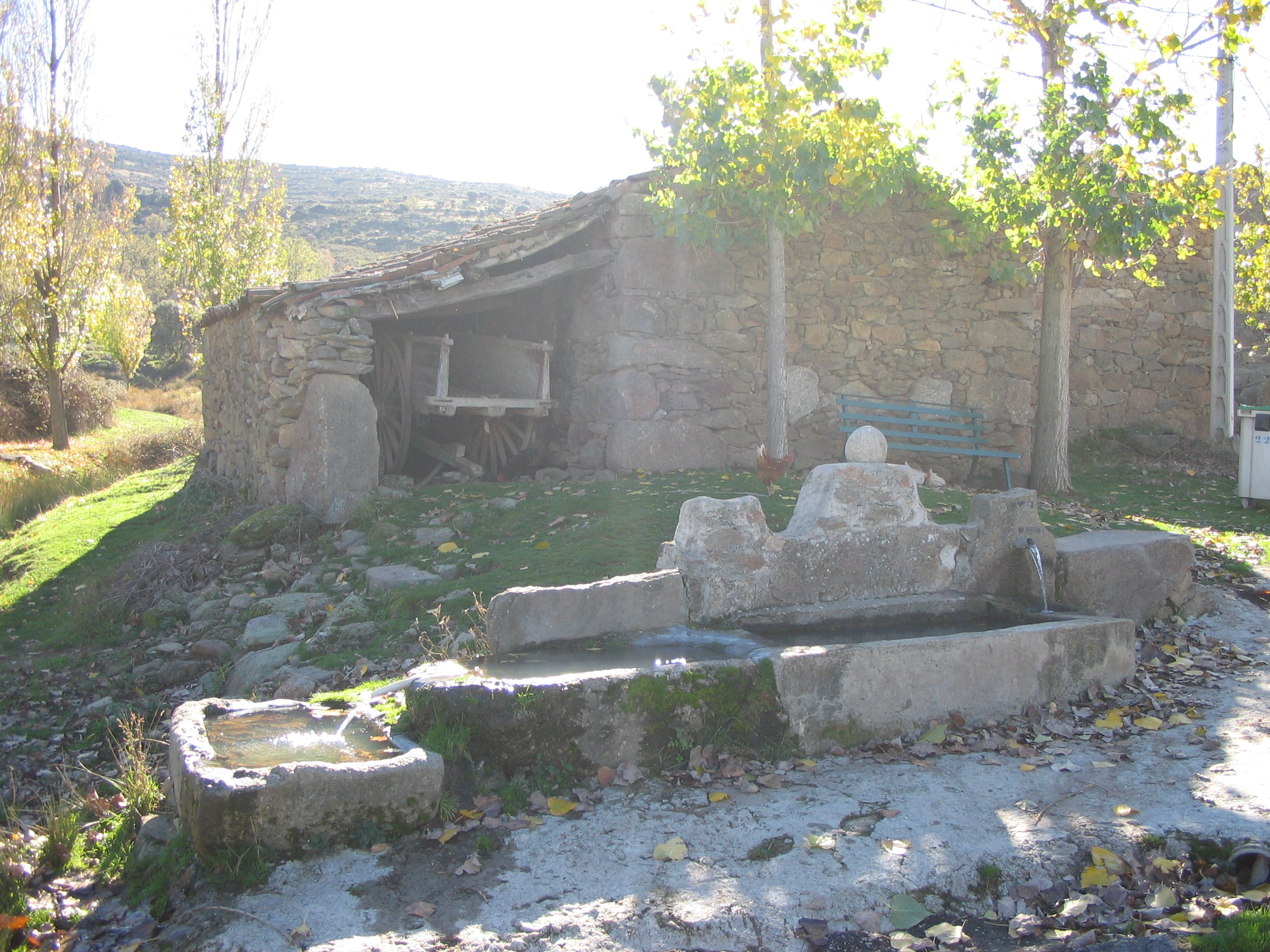
Vista della pedania di Las Navas nella comune di La Aldehuela